# Csuthy Zsigmond
Dobozi Csuthy Zsigmond (Doboz, 1813. január 19. – Kajdacs, 1884. november 22.) református lelkész.

## Élete

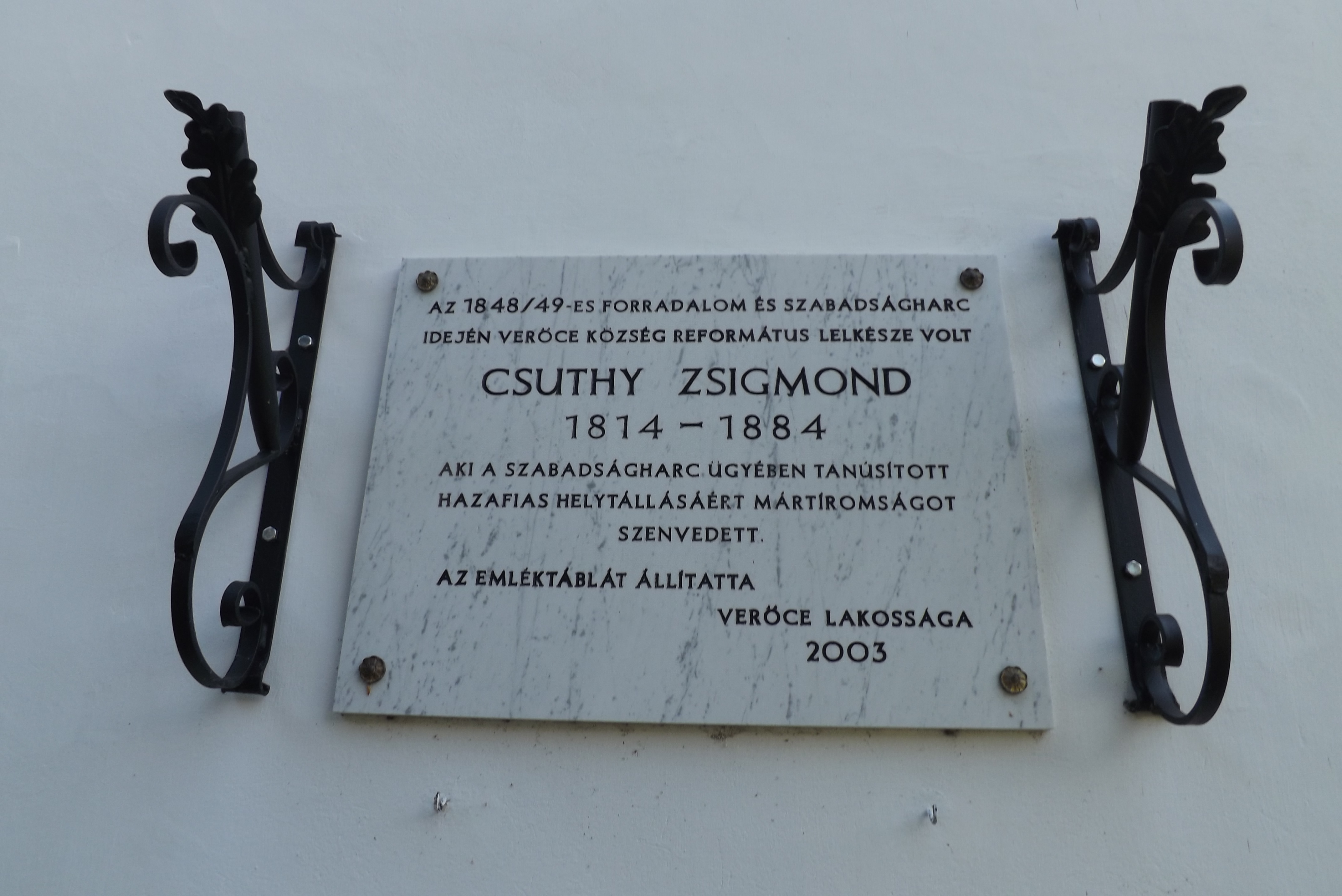
Csuthy Zsigmond emléktáblája Verőcén, a református templom oldalán

Hétgyermekes köznemesi családban született Kajdacson. Szülei nemes Csuthi Mihály és Németh Sára voltak. 1825-ben a pápai kollégiumba került. 1833-ban Nagykőrösre ment a grammatikai osztály tanítójának, ahol 3 évet töltött. 1836-ban Debrecenben kezdett jogot és teológiát tanulni, egyúttal magánoktató volt, így fölváltva élelmezték.  1838-ban Érmellékre, Asszonyvásárára ment akadémiai rektorul, ahol Kuthy Sándor, Kuthy Lajos regényíró apja volt a lelkész és esperes.
A rektoria (lásd Peregrináció) végeztével 1841 tavaszán gyalog beutazta Erdélyt. 1842-ben miután a bécsi egyetemet is meglátogatta, letette Pesten a papi vizsgát és több helyen káplánkodott, többek közt Bicskén, Csákváron, Velencén, Kopácson, Siklóson, Hercegszöllősön), majd 1847-ben Kollós Mózes elaggott lelkész mellé rendeltetett adminisztrátorul Vácra.
1849-ben a Pest megyei bizottmány tagja lett Vác képviseletében, melynek feladata a megyei tisztikar megválasztása volt. 1849-ben Vácon, a kisváci templomban a függetlenségi nyilatkozat mellett tartott egyházi beszéde következtében haditörvényszék elé került és az új épületben töltött 15 havi fogság után 1851. október 1-jén kötél általi halálra ítélték, melyet azonban amnesztiával hat évi várfogságra, javai elkobzására és hivatalvesztésre változtattak. 1852. június 3.-án harminchat társával együtt Josephstadtba (ma Jaroměř, Hradec Králové közelében) deportáltatott. 1853-ban az amnesztia útján szabadult várfogságából és Alsódabasra helyezték. 1856-ban felfüggesztették a vagyonelkobzását.
Polgár Mihály Gyöngyösre rendelte adminisztrátornak, azonban Hentzi katonai parancsnok újra visszarendelte Dabasra, ahol a csendőrök mindennap meglátogatták. Az abszolutista kormány rendelkezése alapján a haditörvényszékileg elítélt lelkészek csak mint káplánok és csak ún. bizalmi férfiak mellett szolgálhattak, ezért az egyházkerület Dömsödre rendelte tanító káplánul. 1859-ig működött itt, amikor Nagy István septemvir közbenjárásával sikerült a majdnem 50 éves férfiúnak rendes lelkészi hivatalt nyernie Kajdacson, ahol hivatalának és történelmi búvárkodásoknak szentelte életét. 1861-ben megyei állandó bizottmány tagjává választották. A tolnai egyházmegyének tanácsbírája is volt.
Volt kézirata Mártonfalvi Tóth Györgytől is.

## Művei
- 1847 Egy éj a Hortobágyon (elbeszélés). Életképek 1847/II.
- 1863 Zerin vára 1661-1665. Vasárnapi Ujság 1863, 23-26.
- 1863 Székesfehérvár fénykora romjaiban. Nemzeti Képesujság
- 1865 Thurzó nádorok kora. Vasárnapi Ujság 1865
- 1878 Magyar protestáns egyháztörténet a szatmári békekötéstől a türelmi rendelet kiadásáig, 1712–1782. Debrecen.

### Kézirat
- Magyar protestáns egyháztörténet
- Török Bálint élete és kora

Szerkesztője ill. munkatársa volt a Honnak (1867/200, 1870/87), Kalauznak, Képes Magyar Ujságnak, Lelki Kincstárnak (1866), Losonczi Phönixnek, Magyar Ember Könyvtárának (1863), Magyar Hirlapnak, Magyarország és a Nagyvilágnak (1866), Magyar Sajtónak, Mátyás Diák Könyvesházának, Nagy- és Kis Képes Naptárnak, Napkeletnek (1856–1860), Politikai Ujdonságoknak, Prot. Egyházi és Iskolai Lapnak, Tolnamegyei Közlönynek (1879–80), és a Vasárnapi Ujságnak (1856-tól). Egyházi beszédei Fördős Lajos: Papi Dolgozatok Gyászesetekre című gyűjteményében (1855, 1857, 1867) vannak közölve.

## Emlékezete
- 2003-ban avatták fel emléktábláját Verőcén[10]